# Parlamentswahl in Tonga 2017
Die Parlamentswahl in Tonga 2017 fand am 16. November 2017 in Tonga statt. Gemäß Verfassung finden Parlamentswahlen alle drei Jahre statt. Zur Wahl standen 17 der 26 Abgeordnetensitze im Fale Alea.
König Tupou VI. hatte das Parlament am 25. August 2017 nach einer Empfehlung des Parlamentssprechers aufgelöst. Hintergrund waren Versuche von Premierminister ʻAkilisi Pohiva, Rechte des Königs und des Parlamentes an sich zu reißen.

## Wahlsystem
Das Parlament hat bis zu 30 Mitglieder, von denen 17 durch Mehrheitswahl aus jeweils einem Wahlkreis gewählt werden. Tongatapu hat 10, Vavaʻu drei, Haʻapai zwei und ʻEua sowie Niuatoputapu/Niuafoʻou jeweils einen Wahlkreis. Neun Sitze werden vom Adel durch interne Wahlen besetzt. Der König verzichtet seit 2010 auf eigenen Wunsch auf die Entsendung von Abgeordneten.

## Wahlergebnis
Es hatten sich 86 Kandidaten für die 17 Sitze beworben. Zusätzlich wurden 9 Sitze durch den Adel besetzt. Bis zu vier weitere Sitze kamen durch die Ernennung von Personen als Minister hinzu, sofern diese keinen Sitz bereits innehaben. Einigen Angaben nach gibt es keine politischen Parteien in Tonga, anderen Quellen nach gab es 2010 bereits mindestens vier Parteien. Die erste Partei soll demnach bereits 2005 gegründet worden sein.
Den Kandidaten der Democratic Party of the Friendly Islands gelang ein Erdrutschsieg.
- DPFI: 14
- Unabh.: 3
- Adel: 9

| Wahlkreis                   | Gewählter Kandidat                | Partei                                   | Stimmen |
| --------------------------- | --------------------------------- | ---------------------------------------- | ------- |
| Tongatapu 1                 | Samuela ‘Akilisi Pohiva           | Democratic Party of the Friendly Islands | 1379    |
| Tongatapu 2                 | Semisi Kioa Lafu Sika             | Democratic Party of the Friendly Islands | 1111    |
| Tongatapu 3                 | Siaosi ‘Ofa Ki Vahafolau Sovaleni | unabhängig                               | 1421    |
| Tongatapu 4                 | Mateni Tapueluelu                 | Democratic Party of the Friendly Islands | 1469    |
| Tongatapu 5                 | Losaline Ma‘asi                   | Democratic Party of the Friendly Islands | 1034    |
| Tongatapu 6                 | Poasi Mataele Tei                 | Democratic Party of the Friendly Islands | 1425    |
| Tongatapu 7                 | Sione Vuna Fa‘otusia              | Democratic Party of the Friendly Islands | 1273    |
| Tongatapu 8                 | Semisi Tauelangi Fakahau          | Democratic Party of the Friendly Islands | 1182    |
| Tongatapu 9                 | Penisimani ‘Epenisa Fifita        | Democratic Party of the Friendly Islands | 1302    |
| Tongatapu 10                | Pohiva Tuʻiʻonetoa                | Democratic Party of the Friendly Islands | 1631    |
| Eua 11                      | Tevita Lavemaau                   | unabhängig                               | 789     |
| Ha‘apai 12                  | Mo‘ale Finau                      | Democratic Party of the Friendly Islands | 635     |
| Ha‘apai 13                  | Veivosa Light of Life Taka        | Democratic Party of the Friendly Islands | 905     |
| Vava‘u 14                   | Saia Ma‘u Piukala                 | Democratic Party of the Friendly Islands | 1366    |
| Vava‘u 15                   | Samiu Kuita Vaipulu               | unabhängig                               | 684     |
| Vava‘u 16                   | ‘Akosita Lavulavu                 | Democratic Party of the Friendly Islands | 935     |
| Niuatoputapu & Niuafo‘ou 17 | Vatau Mefi Hui                    | Democratic Party of the Friendly Islands | 438     |